# HMAS Berrima
HMAS Berrima – brytyjski statek pasażerski, który służył w okresie I wojny światowej w Royal Australian Navy (RAN) jako krążownik pomocniczy i transportowiec wojska.

## Historia
Parowiec SS „Berrima” został zbudowany na zamówienie linii żeglugowych P&O w stoczni Caird & Company w 1913. Statek mierzył 500 stóp długości, 62 stopy szerokości i 38 stóp zanurzenia (150 x 19 x 12 m). Jego pojemność brutto wynosiła 11 137 ton.  Napęd zapewniały mu dwie czterocylindrowe maszyny parowe poczwórnego rozprężania o łącznej mocy 9000 IHP i dwie śruby. Prędkość maksymalna wynosiła 14 węzłów.
Wodowanie odbyło się 20 września 1913, statek zajmował się głównie przewozem emigrantów z Wielkiej Brytanii do Australii.
W sierpniu 1914 statek został zarekwirowany przez RAN i przystosowany do planowanej roli krążownika pomocniczego. Jego uzbrojenie stanowiły cztery pojedyncze armaty 4-calowe (102 mm).
HMAS „Berrima” opuścił Sydney 19 sierpnia przewożąc na pokładzie australijskich żołnierzy z misją zlikwidowania niemieckich kolonii na Nowej Gwinei.  Po powrocie do Sydney „Berrima” nie wszedł jednak do służby jako krążownik pomocniczy ale został przystosowany do roli transportowca wojska.  Ponownie jako SS „Berrima” udał się na Bliski Wschód z żołnierzami Australian and New Zealand Army Corps i holując okręt podwodny HMAS „AE2”.
W 1917 statek został storpedowany ale szczęśliwie nie zatonął.  Po zakończeniu wojny powrócił do pracy jako statek pasażerski. Został pocięty na złom w 1930.